# Мария Савойска (1411 – 1469)
Вижте пояснителната страница за други личности с името Мария Савойска.
Мария Савойска (на италиански: Maria di Savoia; * края на януари 1411, Шамбери, Савойско графство; † 22 февруари 1469, Вигоне, Савойско херцогство) от Савойската династия, е савойска принцеса и чрез женитба херцогиня на Милано (1428 – 1447).

## Произход
Тя е четвъртото дете на савойския херцог Амадей VIII (1383 – 1451), антипапа Феликс V (1439 – 1449), и на съпругата му Мария Бургундска (1386 – 1422), принцеса от Бургундия. Нейни дядо и баба по бащина линия са Амадей VII, граф на Савоя, и Бона дьо Бери, а по майчина – херцог Филип II Смели от Бургундия и Маргарита III Фландърска. Има пет братя и три сестри:
- Маргарита (1405 – 1418)
- Антонио (1407 – 1407)
- Антонио (1408 – 1408)
- Амадей (1412 – 1431), принц на Пиемонт, бездетен
- Лудвиг I Стари (1413 – 1465), 2-ри херцог на Савоя, принц на Пиемонт, граф на Аоста, Мориен и Ница, съпруг на Анна Кипърска
- Бона (1415 – 1430)
- Филип (1417 – 1444), граф на Женева, бездетен
- Маргарита (1420 – 1479), титулярна кралица на Сицилия, съпруга на херцог Луи III Валоа-Анжуйски, на курфюрст Лудвиг IV от Пфалц и на граф Улрих V от Вюртемберг.

## Биография
Мария се омъжва на 2 декември 1427 г. с представител и лично на 24 септември 1428 г. във Верчели за Филипо Мария Висконти (* 1392, † 13 август 1447) от рода Висконти, херцог на Милано от 1412 до 1447 г. Тя е неговата втора съпруга, след като първата му съпруга Беатриче ди Тенда е убита по негова заповед заради прелюбодеяние.
Бракът е силно желан от херцога, който няма търпение да има съюзници, за да се справи с политическите и военните си поражения. Тежестта на ситуацията му и произтичащата от това необходимост да има съюзник до себе си ускорява брачните преговори и въпросът за зестрата отстъпва на заден план. По-късно обаче, когато политическото положение на Филипо Мария се подобрява, той се връща към въпроса за зестрата, без обаче да получи нищо от Савоя.
Оставена на съдбата си и без достойна зестра от семейството, тормозена и държана настрана от съпруга си (който има стабилна връзка с метресата си Аниезе дел Майно, която ражда бъдещата му наследница – херцогиня на Милано Бианка Мария), Мария няма деца и живее в самота.
През 1447 г., след смъртта на съпруга си, тя се опитва да фаворизира брат си Лудовико за наследяването на Миланското херцогство; но не успява поради умелото поведение на Франческо Сфорца, съпруг на дъщерята на съпруга ѝ Бианка Мария Висконти, и се оттегля във Верчели.
През 1458 г. тя влиза в Манастира на кларисинките в Торино.
Умира през февруари 1469 г. на 57-годишна възраст.